# 2009 au Liban
Chronologie du Liban
- 2005
- 2006
- 2007
- 2008
- 2009
- 2010
- 2011
- 2012
- 2013

## Chronologie

### Janvier 2009

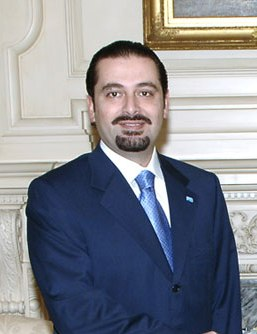
Saad Hariri
(Octobre 2007)

- Vendredi 2 janvier 2009 : Saad Hariri, chef du principal bloc de la majorité parlementaire, le Mouvement du futur, est reçu à Paris par le président Nicolas Sarkozy et lui a fait état de ses craintes sur les risques de contagion du conflit au Liban, où le mouvement chiite du Hezbollah soutient le Hamas palestinien. Lors de l'été 2006, l'armée israélienne avait mené une guerre au Liban contre le Hezbollah, qui tirait des roquettes sur Israël. Le 28 décembre 2008, le secrétaire général du mouvement chiite libanais Hassan Nasrallah a assuré que ses miliciens étaient « prêts à faire face à toute agression sur notre territoire », mais selon Saad Hariri : « […] On a parlé avec tous les partis politiques au Liban […] tout le monde reconnaît le danger [et] je crois que personne ne prendra une décision tout seul [pour provoquer] une crise aussi au Liban ».

- Dimanche 4 janvier 2009 : le Liban envoie 20 tonnes d'aide médicale pour les habitants de la bande de Gaza à bord d'un avion de la compagnie aérienne nationale, Middle East Airlines, qui a transporté les aides en direction de la Jordanie. Selon le ministre libanais de la Santé : « Il s'agit d'équipements nécessaires aux urgences et salles d'opération […] 500 kilos de couvertures ont également été transportés à bord de l'avion ».

- Lundi 5 janvier 2009 : Saad Hariri, chef du principal bloc de la majorité parlementaire, le Mouvement du futur, reçu à Paris par le premier ministre français François Fillon déclare : « Hier, le Hezbollah a déclaré qu'il ne ferait rien. Je crois que c'est quelque chose de bien pour le Liban […] Les partis politiques libanais savent bien les conséquences d'une guerre avec Israël aujourd'hui. On voit ce qui se passe à Gaza et je suis sûr que le Hezbollah ne fera aucune mauvaise faute cette fois-ci  […] La France a toujours été un pays qui veut la paix dans la région, qui croit dans un État palestinien et un État israélien qui peuvent vivre côte à côte, et je crois que le président Sarkozy fera tout ce qui est possible pour arrêter cette guerre […] On doit être toujours optimiste. On ne doit pas laisser le pessimisme gagner. La France et les pays arabes qui ont vraiment l'intérêt du peuple palestinien dans leur cœur sont toujours optimistes ».

- Jeudi 8 janvier 2009 : quatre roquettes de type Katioucha ont été tirées depuis le sud Liban – zone de Tair Harfa, située à 7 km à l'est de la ville côtière de Naqoura — vers le secteur de Nahariya et du kibboutz Kabri (ouest de la Galilée) faisant cinq blessés légers. L'armée israélienne a répliqué. La Finul (Force des Nations unies au Liban) est mise en « état d'alerte renforcé » car les roquettes ont été tirées depuis la zone qu'elle est censée contrôler, « des troupes supplémentaires ont été déployées sur le terrain et les patrouilles ont été renforcées dans la zone d'opération pour empêcher de nouveaux incidents ». Le Hezbollah chiite a fait clairement savoir au gouvernement libanais, qui compte l'un de ses ministres, qu'il n'était pas impliqué par ce lancement de roquettes.

- Mercredi 14 janvier 2009 : trois roquettes tirées depuis le sud Liban ont atteint la région de Kyriat Shmona dans le nord de la Galilée, ne faisant ni victime, ni dégât. En riposte, l'armée israélienne a tiré huit obus sur le sud du Liban et en envoyant de nombreux appels téléphoniques d'avertissement aux habitants : « Peuple libanais, le tir de roquettes depuis le sud du Liban contre des innocents dans le nord d'Israël va à l'encontre de vos intérêts […] Nous vous mettons en garde contre toute répétition de ces actes de destruction […] Si vous permettez à des groupes tels qu'Al-Qaïda et le Hezbollah de lancer des roquettes contre des innocents du nord d'Israël, comme vous l'avez fait auparavant, souvenez-vous de ce qui vous est arrivé la dernière fois ».

- Samedi 17 janvier 2009 : le secrétaire général de l'ONU Ban Ki-moon est à Beyrouth pour discuter avec le ministre de l'Information Tarek Mitri du conflit à Gaza ainsi que de la situation politique au Liban avec le président Michel Sleimane, le premier ministre Fouad Siniora et le chef du Parlement Nabih Berri, avant de s'adresser au Parlement. Il s'est aussi rendu dans le sud du Liban pour rencontrer des membres de la Finul stationnée dans le secteur. Il a exprimé sa profonde inquiétude quant aux récents tirs de roquettes, non revendiqués, lancés à deux reprises depuis le sud du Liban contre le nord d'Israël.

- Dimanche 18 janvier 2009 : les forces de sécurité ont dispersé une manifestation de militants proches d'organisations de gauche libanaises et palestiniennes qui protestaient contre l'offensive israélienne dans la bande de Gaza, exigeant l'expulsion de l'ambassadeur américain. Après que quelques dizaines de manifestants ont franchi un premier rideau de barbelés la police a fait usage de gaz lacrymogène et de canons à eau, plusieurs manifestants ont été blessés.

- Mardi 27 janvier 2009 : à la suite de l'établissement des relations diplomatiques avec la Syrie, Michel El-Khoury (59 ans), auparavant ambassadeur du Liban à Nicosie et à La Haye, est nommée à Damas.

### Février 2009
- Mardi 3 février 2009 :  le ministre israélien de la Défense, Ehud Barak, met en garde le Hezbollah  contre une éventuelle attaque de la milice chiite  contre Israël. Le chef du parti chiite, Hassan Nasrallah, a affirmé le 29 janvier que sa formation envisageait toujours de venger la mort de l'un de ses chefs Imad Moughnieh — tué en février 2008 dans un attentat à l'explosif à Damas — élimination qu'il a imputée au Mossad ce qu'Israël a toujours nié. Le ministre israélien a aussi dénoncé les transferts actuels d'armements évolués depuis la Syrie ce qui « modifierait l'équilibre stratégique et forcerait donc Israël à agir ».

- Mercredi 4 février 2009 : une patrouille de soldats libanais et de la force des Nations unies au Liban (Finul) a découvert dans le sud du pays cinq roquettes de type Katioucha. Elles ont été trouvées dans la vallée Hamoul, au nord-est de la ville côtière de Naqoura à  environ cinq kilomètres de la frontière avec Israël. Une plateforme de lancement et  des câbles électriques ont également été découverts près des roquettes[1].

- Samedi 14 février 2009 : des centaines de milliers de Libanais ont commémoré dans le centre-ville de Beyrouth l'assassinat il y a quatre ans de l'ancien premier ministre Rafic Hariri. Organisé sous haute surveillance de l'armée et des forces de sécurité intérieure (FSI), le rassemblement s'est transformé en une mobilisation populaire en faveur de la majorité parlementaire antisyrienne face à la minorité menée par le Hezbollah chiite soutenue par la Syrie et l'Iran.

- Lundi 16 février 2009 : le chef du Hezbollah Hassan Nasrallah appelle  à une « participation massive » aux prochaines législatives réaffirmant qu'il était en faveur d'un gouvernement d'union nationale quel que soit le résultat de ces élections jugées cruciales : « Le Liban ne peut être gouverné qu'à travers le consensus et le partenariat », que le gagnant soit la minorité parlementaire menée par son parti ou la majorité antisyrienne.

- Mardi 24 février 2009 : la France et l'Italie sont prêtes à aider à l'organisation des prochaines élections législatives y compris par l'envoi d'observateurs, affirment les chefs de la diplomatie des deux pays, Bernard Kouchner et Franco Frattini. La Commission européenne a annoncé mi-février le déblocage de quatre millions d'euros pour aider le Liban à organiser ses élections. La fondation de l'ancien président américain Jimmy Carter a aussi proposé des observateurs pour les législatives, jugées cruciales pour le pays.

### Mars 2009
- Dimanche 1er mars 2009 : Le Tribunal spécial pour le Liban, chargé de juger les crimes commis au Liban, s'est ouvert  à La Haye, en affichant sa volonté de rendre justice aux « victimes des crimes » et des attaques terroristes au Liban, quatre ans après l'assassinat en 2005 de l'ex-premier ministre Rafic Hariri[2].

- Mardi 10 mars 2009 : Une mutinerie de détenus éclate dans la prison de Roumieh principal établissement pénitentiaire du Liban situé au nord-est de Beyrouth. Une centaine de détenus ont commencé une émeute de 1H30 pour exiger des réductions de peine. Déjà en avril 2008, une mutinerie avait éclaté dans cette prison pour de meilleures conditions de détention; sept gardiens avaient été pris en otage.

- Lundi 23 mars 2009 : Un dirigeant de l'Organisation de libération de la Palestine (OLP) au Liban, Kamal Medhat, et deux de ses gardes du corps sont tués dans l'explosion d'une bombe au passage de leur convoi dans un camp de réfugiés palestiniens de Mieh Mieh (sud). Kamal Medhat, connu également sous le nom de Kamal Nagi, était dans le passé le responsable des services de renseignements au sein du Fatah et était un des principaux compagnons de Yasser Arafat lorsque ce dernier menait les activités de guérilla palestinienne contre Israël à partir du Liban, dans les années 1970. Un climat de tension règne depuis plusieurs mois dans les camps du sud, avec la multiplication des assassinats et des règlements de comptes entre le Fatah et le groupe extrémiste Jound al-Cham, d'une part, et les querelles entre le Fatah et le Hamas, de l'autre[3].

### Avril 2009
- Mercredi 8 avril 2009 : La justice libanaise annonce se dessaisir du dossier sur l'attentat contre l'ancien premier ministre Rafic Hariri, tué en 2005 à Beyrouth, « en faveur du Tribunal spécial pour le Liban » de La Haye, vers qui seront transférés les documents, mais maintient en détention les 4 généraux emprisonnés dans l'affaire en attendant une décision du TSL les concernant.

- Lundi 13 avril 2009 : 4 soldats libanais ont été tués et un autre blessé dans l'attaque de leur véhicule militaire à Rayak une localité de la vallée de la Békaa à 20 km au sud de Baalbeck. Cette attaque serait liée à la mort récente d'un baron de la drogue de la région.

- Mercredi 15 avril 2009 : Le numéro deux du Hezbollah, Naïm Kassem, affirme que les pays occidentaux ne peuvent plus ignorer le Hezbollah et lui ont assuré qu'ils traiteraient avec lui en cas de victoire aux législatives libanaises de juin. Cheikh Kassem a insisté sur le fait que son parti ne craignait pas d'être boycotté par la communauté internationale ou des institutions financières comme le Fonds monétaire international (FMI), en cas de victoire aux législatives, comme ce fut le cas avec le Hamas palestinien en 2006, ni même par Washington. D'autre part, il a réfuté les dernières accusations de l'Égypte contre le Hezbollah, estimant qu'elles étaient « fabriquées de toutes pièces » et constituaient un acte de « vengeance » à l'égard du mouvement chiite libanais. Refusant de parler de l'arsenal du Hezbollah, Cheikh Kassem a indiqué que son parti ne révélait jamais la source de ses fonds ou le nombre de ses combattants[4].

- Samedi 25 avril 2009 : Pendant un an, Beyrouth devient la capitale mondiale du livre dans le cadre des activités culturelles de l'UNESCO. Quelque 250 activités touchant le livre, l'édition, les moyens d'encourager les enfants et les jeunes à la lecture sont prévues jusqu'en avril 2010.

- Mercredi 29 avril 2009 : Les 4 généraux libanais pro-syriens  — Jamil Sayyed, Ali Hajj, Raymond Azar et Mustafa Hamdan —, détenus depuis le 30 août 2005 dans le cadre de l'enquête sur  l'assassinat de l'ancien premier  ministre Rafic Hariri, sont remis en liberté sur décision du Tribunal spécial pour le Liban. Des feux d'artifice ont salué l'annonce de leur libération à Beyrouth.

### Mai 2009
- Lundi 18 mai 2009 : Deux Libanais soupçonnés d'espionnage au profit d'Israël ont fui avec leurs familles vers l'État hébreu, alors que se poursuit le démantèlement de réseaux présumés à travers le pays. Une troisième personne serait également en fuite. Le responsable de la sécurité affirme qu'ils étaient soupçonnés d'appartenir à des réseaux d'espionnage présumés, démantelés par les services de sécurité libanais au cours des derniers mois[5].

- Mardi 19 mai 2009 : Le procureur de la cour militaire inculpe d'espionnage 5 nouvelles personnes, dont 2 sont en détention. Au total, 18 personnes, dont 12 sont actuellement détenues, ont été inculpées pour espionnage depuis avril, parmi lesquelles un ex-général de la Sûreté générale, sa femme et son neveu. Le Liban est encore techniquement en guerre avec Israël. Les agents démasqués encourent la prison à vie assortie de travaux forcés et même la peine de mort[6].

- Vendredi 22 mai 2009 : visite-éclair du vice-président américain Joe Biden, la première d'un responsable américain de ce niveau depuis 1983 pour s'entretenir avec le président de la République Michel Sleimane afin de lui exprimer « le soutien des États-Unis à un Liban indépendant et souverain », puis le premier ministre, Fouad Siniora et le président du parlement Nabih Berri.

- Samedi 23 mai 2009 : selon le quotidien allemand, Der Spiegel, la commission d'enquête chargée de faire la lumière sur l'assassinat le 14 février 2005 de l'ancien premier ministre Rafic Hariri s'orienterait désormais vers une piste menant au mouvement chiite Hezbollah : « des investigations intensives menées au Liban pointent toutes vers une nouvelle conclusion : ce ne sont pas les Syriens, mais les forces spéciales de l'organisation chiite libanaise Hezbollah qui ont planifié et exécuté ». Les surveillances électroniques ont permis aux enquêteurs d'identifier huit téléphones mobiles, tous achetés le même jour à Tripoli. Ces appareils ont été activés six semaines avant l'attentat, puis ont très souvent été localisés à proximité et en contact téléphonique avec 20 autres téléphones, appartenant, selon les enquêteurs libanais, au « bras opérationnel » du Hezbollah[7].

- Lundi 25 mai 2009 : trois personnes sont inculpées d'espionnage pour le compte d'Israël par le tribunal militaire, portant le nombre d'inculpés à 21, dont 13 sont en détention.

- Mardi 26 mai 2009 : dans le cadre du démantèlement de réseaux espionnant pour Israël, un colonel de l'armée libanaise a été arrêté.

- Samedi 30 mai 2009 : trois cas de grippe H1N1 sont confirmés au Liban.

### Juin 2009
- Dimanche 7 juin 2009 : élections législatives devant départager la coalition conduite par le parti sunnite de Saad Hariri soutenu par l'Occident et le camp dirigé par le Hezbollah chiite soutenu par l'Iran et la Syrie. Le taux de participation a atteint 54,08 %, contre 45,8 % lors des législatives de 2005.  Près de 50 000 soldats et policiers ont été déployés et seuls quelques incidents mineurs ont été signalés. Le scrutin a été supervisé par 200 observateurs internationaux venus notamment du Centre Carter. La véritable bataille électorale s'est concentrée sur les régions chrétiennes où Michel Aoun était opposé au Parti phalangiste de l'ancien président Amine Gemayel, aux Forces libanaises de Samir Geagea et à des indépendants.

- Lundi 8 juin 2009 :
  - Les résultats officiels des législatives donne victoire à L'Alliance du 14-Mars, nom officiel de la coalition antisyrienne, emmenée par Walid Joumblatt et Saad Hariri qui disposeront de la majorité à la Chambre des députés. Selon Saad Hariri, fils de l'ancien premier ministre assassiné, Rafic Hariri : C'est « un grand jour pour l'histoire du Liban démocratique […] Il n'y a ni vainqueur ni perdant dans ces élections, les seuls vainqueurs sont la démocratie et le Liban ».
  - Le ministère israélien des Affaires étrangères estime que le prochain gouvernement libanais, issu des législatives tenues dimanche, devra empêcher toute attaque anti-israélienne depuis son territoire et de « s'assurer que le Liban ne sera pas utilisé comme une base de violence contre l'État d'Israël et les Israéliens » : « La victoire des forces pro-occidentales au Liban sur les forces pro-iraniennes et pro-syriennes conduites par Nasrallah est une nouvelle importante pour la région et Israël […] Israël considère le gouvernement libanais responsable de toute activité militaire ou hostile de quelque manière que ce soit émanant de son territoire […] Le gouvernement du Liban doit agir pour renforcer la stabilité et la sécurité du pays, arrêter le trafic d'armes vers son territoire et appliquer les résolutions appropriées du Conseil de sécurité, principalement les résolutions 1559 et 1701 […la milice chiite devrait] maintenant être désarmée conformément aux accords conclus dans le passé ».

- Mardi 9 juin 2009 : Trois Libanais sont inculpés d'espionnage, sous forme de « collaboration avec l'ennemi israélien », portant à 58 le nombre de personnes poursuivies dans ce dossier. Parmi elles, 35 sont en détention, dont deux Palestiniens et un général à la retraite. Les autres sont toujours recherchées par les autorités.

- Lundi 15 juin 2009 : L'armée libanaise annonce le démantèlement d'une importante cellule du réseau Al-Qaïda qui projetait des attentats pour « déstabiliser le Liban, la Syrie, l'Irak et les pays du Golfe, y compris le Koweït ».

- Mercredi 17 juin 2009 : le Haut représentant de l'Union européenne pour la politique étrangère, Javier Solana, a rencontré un parlementaire du Hezbollah, Hussein Hajj Hassan. C'est la première rencontre entre un haut responsable de l'Union européenne et un représentant du mouvement chiite libanais soutenu par la Syrie et l'Iran.

- Jeudi 25 juin 2009 : le président sortant du Parlement, Nabih Berri (71 ans), l'un des dirigeants de la minorité menée par le Hezbollah, est réélu pour un cinquième mandat consécutif, depuis 17 ans, par 90 des 127 parlementaires présents, la plupart des membres de la majorité appuyée par l'Occident ont voté pour lui. Selon la tradition, le poste de chef du Parlement est attribué à la confession chiite, allié traditionnel de la Syrie, ancienne puissance de tutelle[8].

- Dimanche 28 juin 2009 :
  - L'humoriste français Gad Elmaleh a du annuler une tournée au Liban, prévue du 13 au 15 juillet dans le cadre du festival international de Beiteddine, après avoir été pris dans une polémique sur ses liens présumés avec Israël, lorsque des sites internet et des médias libanais, notamment la chaîne du Hezbollah islamiste, Al Manar, ont présenté Gad Elmaleh, d'origine marocaine et de confession juive, comme un ancien soldat israélien.
  - Des affrontements ont eu lieu à Aïcha Bakkar dans l'ouest de Beyrouth entre des partisans du mouvement chiite Amal du président du Parlement Nabih Berri à ceux du Courant du Futur, du chef de la majorité libanaise Saad Hariri, et ont causé la mort d'une femme[9].

- Mardi 30 juin 2009 : Saad Hariri, fils de l'ancien premier ministre Rafic Hariri assassiné en 2005, est chargé de former le nouveau gouvernement.

### Juillet 2009
- Mercredi 1er juillet 2009 : L'armée libanaise annonce avoir arrêté dimanche 21 suspects dans les affrontements armés«  à l'arme automatique et aux lance-roquettes »  entre camps rivaux à Beyrouth « qui ont fait un mort, une femme de 30 ans, et causé des dégâts dans le quartier d'Aïcha Bakkar ». Les heurts dans ce quartier à majorité musulmane, avaient opposé des partisans du mouvement chiite Amal du chef du Parlement Nabih Berri, à ceux du chef de la majorité parlementaire, le sunnite Saad Hariri. En mai 2008, après des mois de grave crise politique et de paralysie des institutions, des hommes armés de l'opposition emmenée par le Hezbollah, à laquelle Amal appartient, avaient pris le contrôle de certains quartiers de l'ouest de Beyrouth lors de combats qui avaient fait plus de 100 morts.

- Mardi 21 juillet 2009 : L'armée libanaise annonce le démantèlement d'une cellule terroriste et l'arrestation de dix personnes qui préparaient des attentats contre la Force interimaire des Nations unies (Finul).